# Амфитеатр в Карфагене
Амфитеа́тр в Карфаге́не — римский амфитеатр, расположенный в городе Карфаген в Тунисе. Построенный в I веке амфитеатр является одним из великолепнейших памятников античного периода в Тунисе. Амфитеатр был неотъемлемой частью города, который был восстановлен по инициативе Гая Юлия Цезаря, чтобы стать столицей римской провинции Африка.
Из-за хищничества, свирепствующего на археологических раскопках, уцелела только сама арена, в то время как здание вызывало восхищение путешественников, в том числе и в Средние века.
В конце XIX века этот участок подвергся раскопкам, а также был подвергнут сомнительной реставрации и реконструкции в связи с христианской традицией, сделавшей его местом мученичества многих христиан.

## История
Амфитеатр Карфагена был построен в конце I-го века или в начале II-го века, к западу от холма Бирса. Надпись с датой свидетельствует о том, что он находился в эксплуатации с 133 по 139 год. Он расширился в течение III-го века. По словам античного поэта Луксориуса, амфитеатр использовался ещё в начале VI века, во времена вандалов.
В XI веке Аль-Бакри даёт описание амфитеатра, который он называет «самым замечательным памятником Карфагена: это здание состоит из круга арок, поддерживаемых колоннами и увенчанных другими арками, похожими на первый ряд. На стенах этого здания находятся фрески с изображением животных [...] на них выделяются фигуры, символизирующие ветры: Восток смотрит улыбающимся, а Запад имеет хмурое лицо».
Высота арок вызывала восхищение посетителей в Средние века, включая аль-Идрисси, который был впечатлен «зданием цирка, состоящим примерно из пятидесяти арок»; он добавляет: «в верхней части каждой арки находится арка, а в арке нижней арки мы видим различные рельефные фигуры и любопытные изображения людей, животных, кораблей, все выполненные с бесконечным искусством и огромным мастерством».
С тех пор как памятник был разграблен мародерами, камень и металл были сровнены с землей. Таким образом, сохранилась только арена, снова открытая в конце XIX-го и начале XX-го века, посреди сосновой рощи. Стена, огораживающая арену, была восстановлена в ходе реставрации.
В 1887 году в центре был установлен крест в память о мученической смерти христиан, включая Перпетуе и Фелицитати. Эти две святые католической церкви, вероятно, были замучены в данном строении, хотя точной информации, где конкретно это случилось, нет. Во время некачественной реставрации и строительства часовенного столба, посвященного этим двум святым женщинам, были разрушены подвальные помещения амфитеатра.

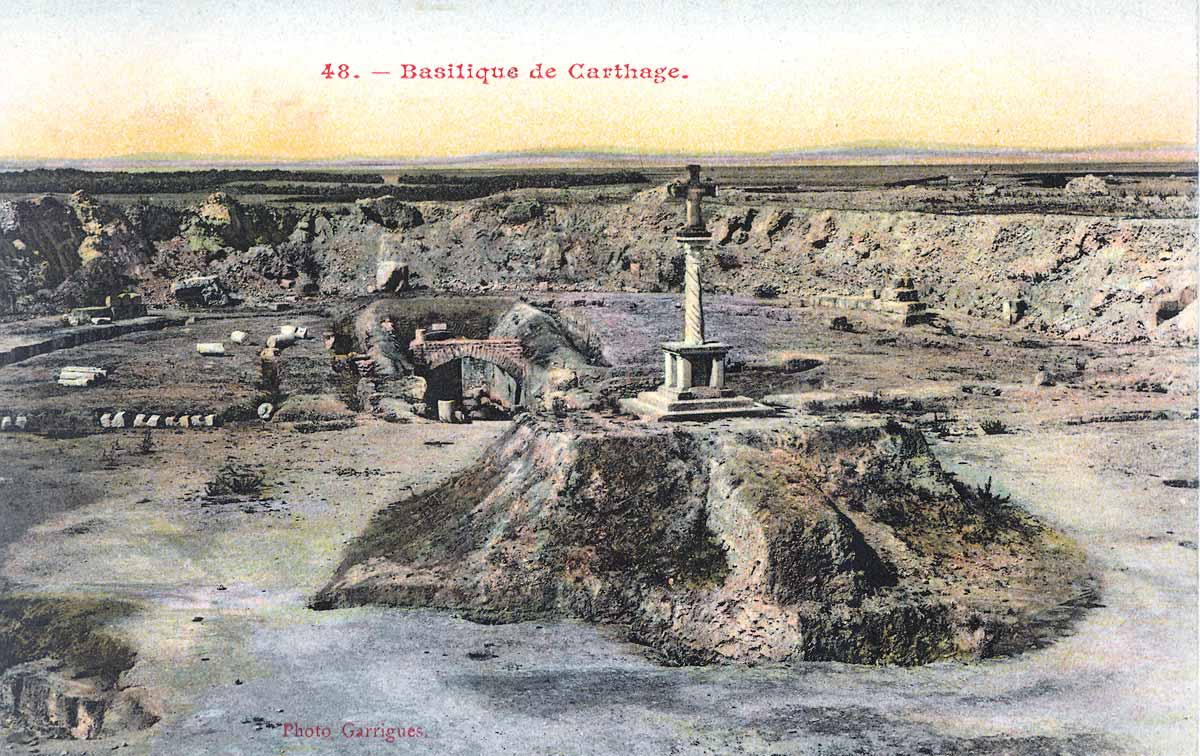
Вид на амфитеатр в 1890 году
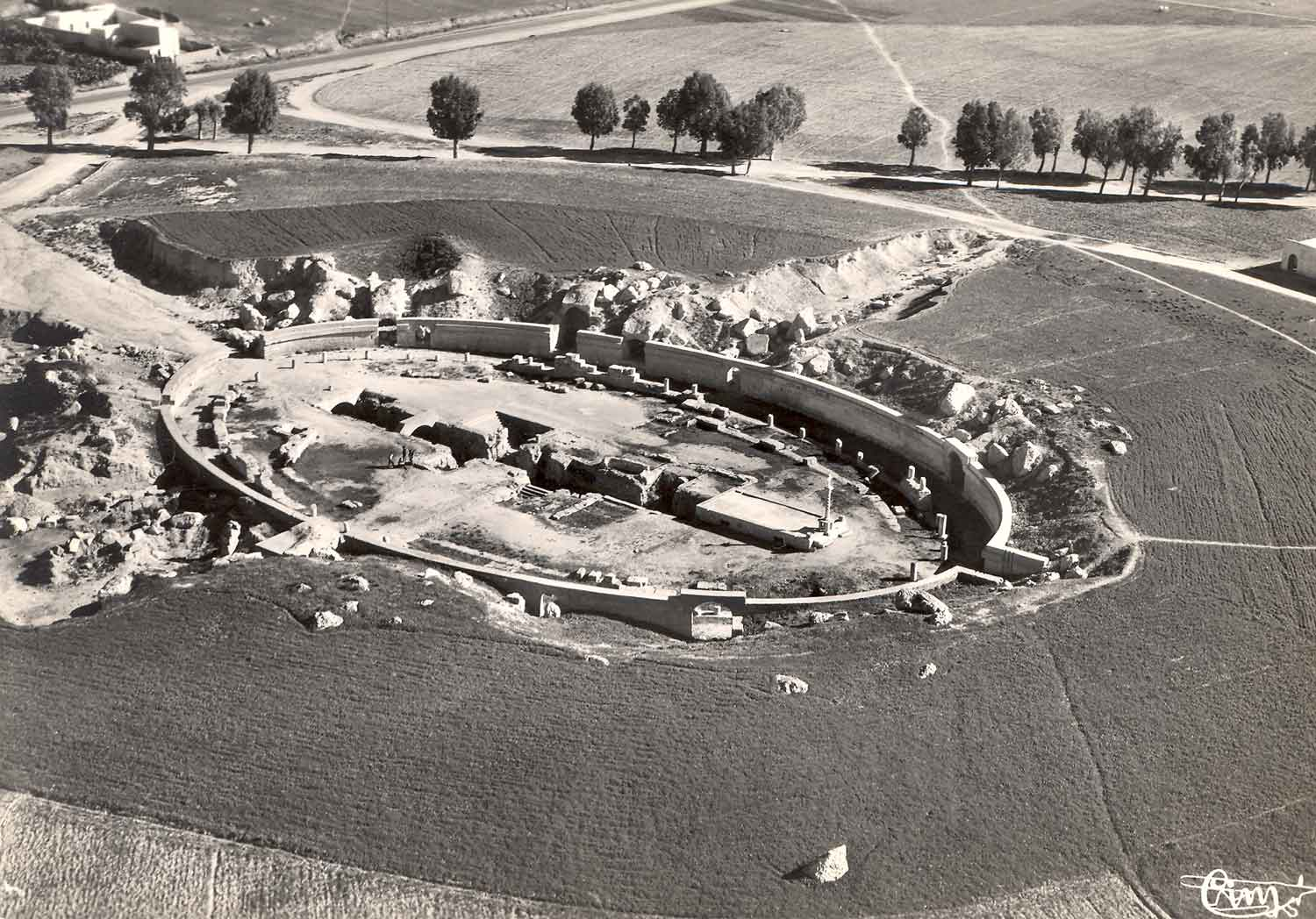
Аэрофотоснимок амфитеатра 1950 год
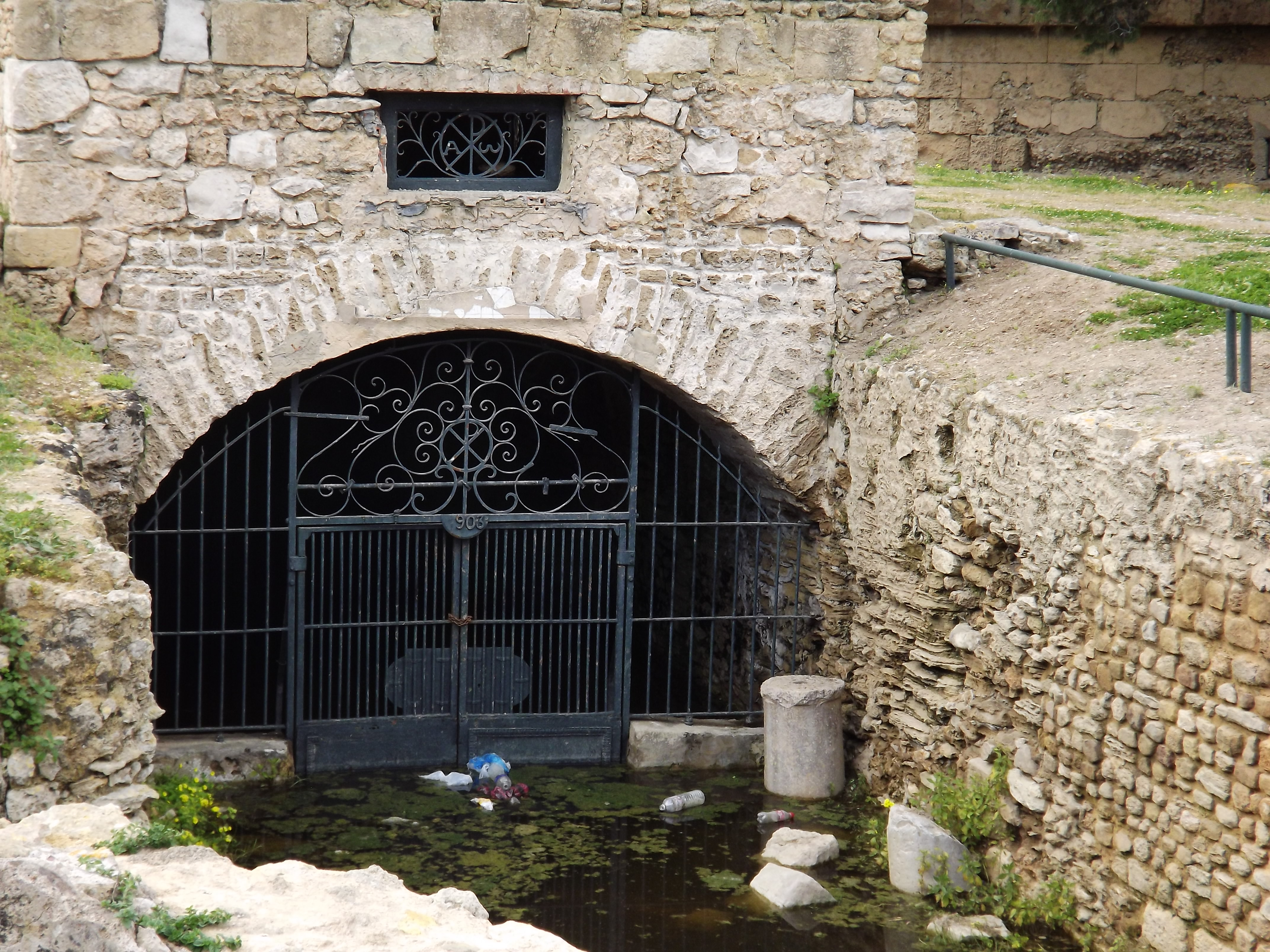
Часовня, посвященная святым Перпетуе и Фелицитати
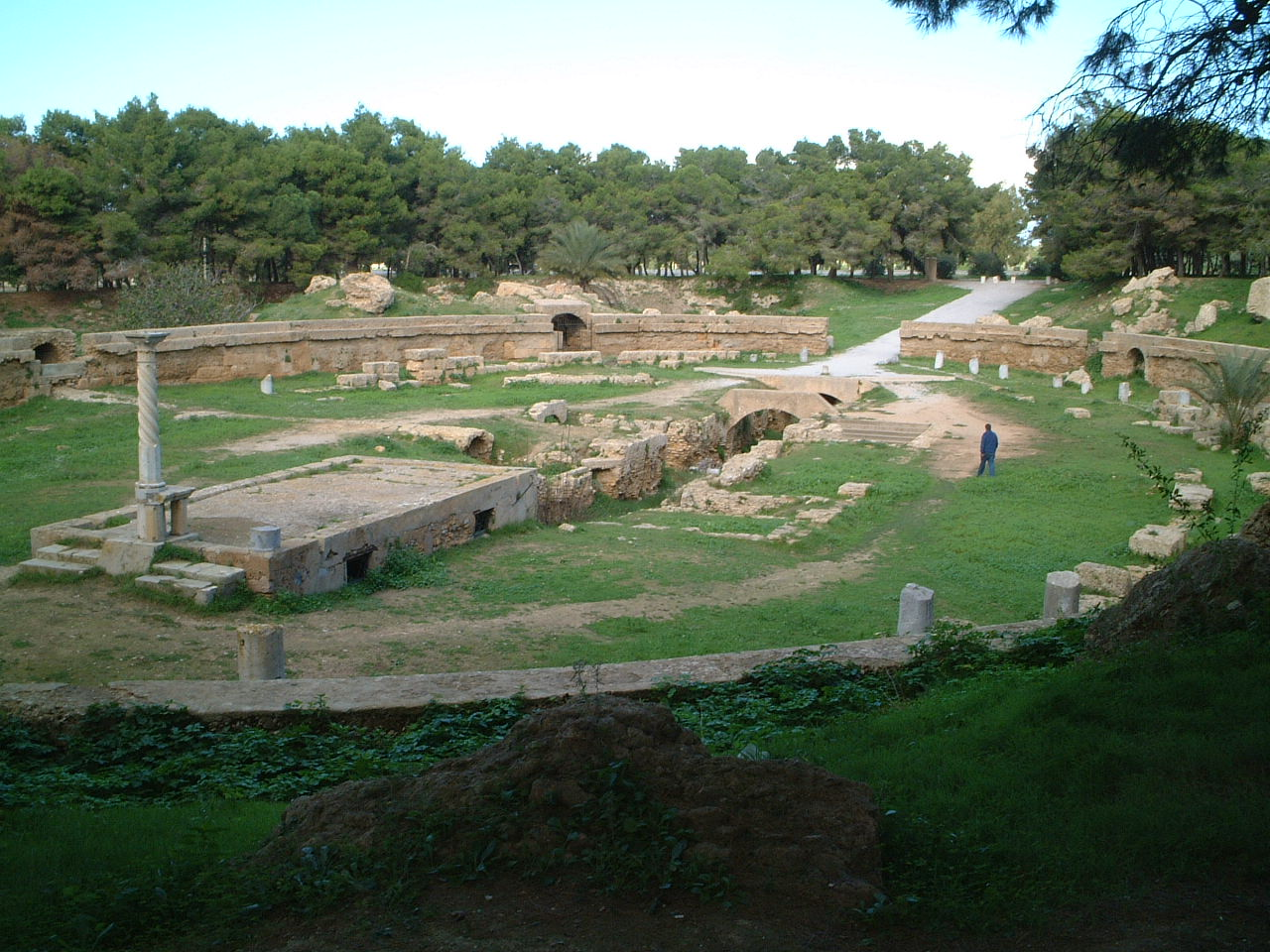
Текущий вид арены

## Архитектура
Амфитеатр представляет собой арену 64,66 на 36,70 метра, окруженную подиумом, построенным из кирпича opus quadratum высотой 2,5 метра, трибунами, опирающимися на серии из 54 пролётов. Его периметр находится за пределами 120 метров на 93 метрах. Во время его расширения его главная ось поднимается до 156 метров и ширину 128 метров, а фронт сделан из блоков Кадхель. Его вместимость оценивается в 30 000 мест.
Это один из трёх африканских амфитеатров, построенных на плоской поверхности, а не на холме, остальные находятся в Эль-Джем и Тапс.